# Bryum brachyneuron
Bryum brachyneuron är en bladmossart som beskrevs av Kindberg 1892. Bryum brachyneuron ingår i släktet bryummossor, och familjen Bryaceae. Inga underarter finns listade i Catalogue of Life.